# Hang on Tight
Hang on Tight è un singolo del musicista statunitense Ric Ocasek,
che ha preceduto l'uscita del suo sesto album Troublizing del 1997.

## Tracce
Testi e musiche di Ric Ocasek.
CD singolo promo USA
1. Hang on Tight (Edit) – 3:49
2. Hang on Tight (LP version) – 4:55

## Formazione
Hanno partecipato alle registrazioni:
- Ric Ocasek – voce, chitarra, tastiere
- Brian Baker – chitarra
- Greg Hawkes - tastiere
- Melissa Auf der Maur - basso, cori
- Matt Walker – batteria